# St Peter ad Vincula
De St Peter ad Vincula (Kerk van Sint-Petrus' Banden) is een Anglicaans kerkgebouw binnen het Tower-gebied van Londen. De kerk werd in de jaren 1519-1520 in opdracht van Hendrik VIII gebouwd en heeft sinds 1966 een koninklijke status.
Voor het huidige kerkgebouw stond hier een oorspronkelijk buiten de vesting gelegen parochiekerk, die vermoedelijk terugging tot de Normandische verovering van Engeland en sinds 1240 binnen het fort kwam te liggen.

## Graven
Het kerkgebouw staat vooral bekend als laatste rustplaats van gevangenen die werden terechtgesteld in de Tower. Hun onthoofde lichamen werden zonder verdere vermelding onder de vloer van het kerkschip en het koor begraven. In de jaren 1870 werd de toen bouwvallige kerk gerestaureerd en bij die gelegenheid werd ook de vloer geopend. De in het kerkschip aangetroffen stoffelijke resten kregen in de crypte een herbegrafenis. Belangrijke mensen, van wie men wist dat ze in het koor lagen begraven, werden opnieuw in het koor bijgezet. Hun laatste rustplaats wordt op een marmeren tegel aangegeven met de vermelding van naam en het wapen dat men droeg. Van de circa 1.500 gevonden overschotten werden er 33 geïdentificeerd.
Onder de opmerkelijke persoonlijkheden bevinden zich Anna Boleyn, Catherine Howard, Jane Grey, Thomas Cromwell en twee heiligen van de Rooms-Katholieke Kerk: Thomas More en John Fisher.
Een lijst met namen bevindt zich aan de westelijke muur. In de kerk bevinden zich voorts nog enkele fraaie grafmonumenten. In de noordwestelijke hoek staat het monument van John Holland, 2e hertog van Exeter († 1447). Onder de centrale boog bevindt zich de tombe voor Richard Cholmondeley († 1521), die hier als luitenant diende. Indrukwekkend is ook het monument voor Richard Blount († 1564) en zijn zoon Michael († 1610), die beide als luitenant getuige waren van vele terechtstellingen.
Voor de kerk is de plaats aangegeven waar het schavot vroeger stond opgesteld.

## Geschiedenis
Een eerste kerk zou hier waarschijnlijk al in de 9e eeuw hebben gestaan. De eerste geschiedkundige vermelding van de kerk dateert uit 1130. Toen bevond het gebouw zich nog buiten de vesting, maar bij de uitbreiding van de verdedigingswerken kwam het kerkgebouw binnen het fort te liggen. Vaak wordt gedacht dat het patrocinium van de kerk te maken heeft de functie als grafplaats van de gevangenen in de Tower, maar de wijding aan Petrus' Banden vond al plaats toen de kerk nog een parochiekerk buiten de vesting was.
Het kerkgebouw werd in de loop van de geschiedenis minstens tweemaal geheel nieuw opgetrokken, voor de laatste keer in de jaren 1519-1520. Een kerktoren werd in de jaren 1670-1671 toegevoegd.
Om het interieur een minder rommelige en moderne indruk te geven werden tijdens de restauratie van 1970-1971 delen van het interieur verwijderd, waaronder de kerkbanken, de preekstoel en het neogotische altaarstuk.

## Huidig gebruik
De kerk is de parochiekerk voor de bewoners in het Tower-gebied. Op zondagen worden er erediensten gevierd, maar de kerk is ook voor toeristen toegankelijk in het kader van een bezichtiging onder leiding van een Yeoman Warder.  